# Галилео (телепередача)
«Галиле́о» — телевизионная познавательная программа об устройстве мира. Является российским вариантом немецкой программы «Galileo» канала ProSieben. Выходила на канале СТС, первым ведущим проекта был Александр Пушной. Программу производила ООО «ГалилеоМедиа» в 2011—2013 и 2015 годах (до этого производила другая, но схожая структура ООО «ТелеФормат» — в 2007—2011 гг.). С 13 апреля 2009 года программа выходила в обновлённом формате.
28 февраля 2013 года показ «Галилео» был прерван из-за снижающихся рейтингов. Четырнадцатый сезон программы был возобновлён на СТС только с 3 марта 2015 года и продолжался до 22 мая. В официальной группе программы «ВКонтакте» в комментариях под 1084 выпуском шеф-редактор Дмитрий Самородов написал, что данный выпуск был последним.
С 25 мая по 11 июня 2020 года на СТС выходили новые выпуски с ведущими Владимиром Маркони и Даней Крастером, с 22 марта по 15 апреля 2021 года Крастер вёл программу единолично. Над возрождённым вариантом шоу работала команда, не имеющая отношения к изначальной версии. Новая версия программы выходила при поддержке Министерства просвещения РФ.

## Сезоны и выпуски
В основном каждый выпуск состоит из нескольких сюжетов и одного эксперимента в студии. Сюжеты могут быть как из оригинальной немецкой версии, так и снятые уже российской командой. Начиная с «МегаГалилео» демонстрировались только оригинальные российские сюжеты.
2 сезон «Галилео» начался после небольшого перерыва, с 13 августа 2007 года. Во втором сезоне появилось новшество: теперь перед каждым сюжетом появлялся значок и название рубрики. Закончился сезон 8 ноября 2007 года. Александр Пушной провёл первый эксперимент в студии 8 октября 2007 года. Это был последний сезон в Мюнхене.
3 сезон программы «Галилео» начался 18 февраля 2008 года. Программа сменила студию: теперь съёмки студии полностью проходят в Москве. Закончился 23 мая 2008 года.
4 сезон телепрограммы «Галилео» начался 25 августа 2008 года. Закончился 19 декабря 2008 года.
5 сезон «Галилео» начался сразу после российских новогодних каникул — с 12 января, закончившись 27 марта 2009 года. Это был последний сезон «Галилео» в таком формате.
6 сезон начался 13 апреля 2009 года в обновлённом формате и продлился до 17 июля. Отличительной особенностью стало то, что появилась полноценная рубрика «Эксперименты», в которой ведущий программы демонстрирует наглядные опыты. Также изменилась заставка программы.
7 сезон телепрограммы «Галилео» начался 17 августа 2009 года. Закончился 2 февраля 2010 года.
8 сезон телепрограммы «Галилео» начался 8 февраля 2010 года. Закончился 16 июля 2010 года.
9 сезон телепрограммы «Галилео» начался 23 августа 2010 года. Закончился 10 декабря 2010 года.
10 сезон телепрограммы «Галилео» начался 17 декабря 2010 года. Закончился 17 июня 2011 года.
11 сезон телепрограммы «Галилео» начался 1 сентября 2011 года. Закончился 30 декабря 2011 года.
12 сезон телепрограммы «Галилео» начался 13 февраля 2012 года. Закончился 6 июля 2012 года.
13 сезон «Галилео» вышел 3 сентября 2012 года. Теперь телепрограмма выходила полностью в широком формате 16:9 и с насыщенной картинкой. Закончился 28 декабря 2012 года.
14 сезон «Галилео» вышел 14 января 2013 года, но его показ был прерван 28 февраля этого же года и возобновлён только 3 марта 2015 года. Закончился 22 мая 2015 года.
В 2019 году на СТС Love выходили повторы старых выпусков программы «Галилео».
13 мая 2020 года канал СТС анонсировал в своих социальных сетях о том, что перезапуск программы состоится 25 мая в 14:00. Новое «Галилео» выходило с понедельника по четверг.
С 22 марта по 15 апреля 2021 года выходил 2 сезон нового «Галилео» с новым ведущим Даней Крастером.

## Рубрики старой версии программы
| «Байки из цеха»     | «БЫТ или не БЫТ?»   | «В начале было СЛОВО» | «Внутри нас»   | «Военный трофей»    |
| «Всё путём…»        | «Вскрытие покажет»  | «Гениально просто»    | «Гигантиссимо» | «Дегустатор»        |
| «Замочная скважина» | «И спросила кроха…» | «Машина времени»      | «НЕ ХАЙ TECH»  | «Ну, ты — ЖИВОТНОЕ» |
| «Открывалка»        | «Посторонним в…»    | «Профи»               | «Сюрприз»      | «Уникум»            |
| «Эксперимент»       |                     |                       |                |                     |

| «Диковинка»     | «Из того, что было» | «Кто кого?» | «Культпросвет»   |
| «Кушать подано» | «Опыты»             | «Пищеблок»  | «Своими руками»  |
| «Смелые люди»   | «Техносмотр»        | «Ходовая»   | «Что нам стоит…» |

## Награды
| Награды и номинации                                                          | Награды и номинации                                    | Награды и номинации                | Награды и номинации | Награды и номинации |
| Награда                                                                      | Номинация                                              | Номинант                           | Результат           |                     |
| ---------------------------------------------------------------------------- | ------------------------------------------------------ | ---------------------------------- | ------------------- | ------------------- |
| ТЭФИ-2007                                                                    | Программа о науке (цикл)                               | «Галилео»                          | Номинация           |                     |
| ТЭФИ-2007                                                                    | Ведущий развлекательной программы                      | Александр Пушной                   | Номинация           |                     |
| ТЭФИ-2008                                                                    | Программа для подростков                               | «Галилео»                          | Номинация           |                     |
| ТЭФИ-2008                                                                    | Продюсер телевизионной программы                       | Мария Горовенко                    | Номинация           |                     |
| ТЭФИ-2008                                                                    | Художник-постановщик телевизионной программы           | Георг Бошер                        | Номинация           |                     |
| ТЭФИ-2008                                                                    | Сценарист телевизионной программы                      | Ирина Кемарская, Дмитрий Самородов | Номинация           |                     |
| ТЭФИ-2008                                                                    | Режиссёр телевизионного художественного фильма/сериала | Кирилл Гаврилов                    | Номинация           |                     |
| ТЭФИ-2009                                                                    | Программа о науке (цикл)                               | «Галилео»                          | Номинация           |                     |
| ТЭФИ-2009                                                                    | Дизайн телевизионной программы/проекта                 | «SHANDESIGN»                       | Финал               |                     |
| ТЭФИ-2009                                                                    | Ведущий развлекательной программы                      | Александр Пушной                   | Финал               |                     |
| ТЭФИ-2010                                                                    | Программа о науке (цикл)                               | «Галилео»                          | Финал               |                     |
| ТЭФИ-2010                                                                    | Режиссёр телевизионной программы                       | Кирилл Гаврилов                    | Номинация           |                     |
| ТЭФИ-2010                                                                    | Ведущий развлекательной программы                      | Александр Пушной                   | Финал               |                     |
| ТЭФИ-2011                                                                    | Программа о науке (цикл)                               | «Галилео»                          | Финал               |                     |
| ТЭФИ-2011                                                                    | Режиссёр телевизионной программы                       | Кирилл Гаврилов                    | Номинация           |                     |
| ТЭФИ-2011                                                                    | Ведущий развлекательной программы                      | Александр Пушной                   | Финал               |                     |
| Участники фестивалей                                                         |                                                        |                                    |                     |                     |
| X Всероссийская выставка научно-технического творчества молодёжи НТТМ (2010) |                                                        |                                    |                     |                     |
| VIII Европейская выставка Экспо-Наука (2010)                                 |                                                        |                                    |                     |                     |
| 8-й специализированная выставка Cinema Production Service (2011)             |                                                        |                                    |                     |                     |

## Журнал
C 20 января 2011 по 10 октября 2013 года два раза в месяц выходил журнал «Галилео. Наука опытным путём», выпускавшийся De Agostini и рассчитанный на читателей 10-14 лет.

## Отзывы
Программа с самых первых выпусков привлекла внимание со стороны телезрителей и телекритиков. Евгений Кузин:
«Галилео» на СТС оказался живым, познавательным и нескучным тележурналом. Большая заслуга в этом ведущего Александра Пушного. Жаль, что такая простая идея пришла в голову не нашим телевизионщикам, а иностранным.
Из интервью генерального директора телеканала СТС Вячеслава Муругова обозревателю журнала «Огонёк» Вадиму Нестерову:
— Почему ваше телевидение только смешит, только развлекает? Почему не образовывает, не обогащает духовно? Будет ли на СТС что-нибудь кроме развлечения и нужно ли оно вообще?

— Любая доносимая информация служит платформой для развлечения. Если наш зритель смотрит, допустим, «Галилео», информацию он, безусловно, получает, но это побочное следствие, а на деле он остаётся на канале не из-за информации, а чтобы развлечься. <…> Размытие аудитории может обойтись дороже, финансово выгоднее может оказаться создание отдельного канала «Галилео» — и у нас в холдинге в планах всегда висит такая тема. Это лучше, чем размазывать его по эфиру. Это не прихоть, время — оно само диктует и отражается в сетках каналов.
Выпуски 2020 года вызвали у зрителей преимущественно негативную реакцию, поскольку нового ведущего Маркони сочли недостаточно остроумным и харизматичным по сравнению с Пушным. Тем не менее, зрители весьма высоко оценили рубрику с Даней Крастером, однако посчитали, что в своих роликах на YouTube он более органичен, чем в программе.

## МегаГалилео
«МегаГалиле́о» — телевизионная развлекательно-познавательная программа об устройстве мира. Является обновлённой версией программы «Галилео», русского варианта немецкой программы «Galileo» канала ProSieben. Выходила на канале СТС Love, ведущий — Александр Пушной. Программу производило ООО «Объединение Телевизионных Компаний» по лицензии и при содействии «Victoria Production» и «Red Arrow International» (ранее «SevenOne International»).
15 декабря 2013 года в онлайн-конференции Вячеслав Муругов заявил, что в 2014 году выйдет обновлённая версия программы «Галилео». 19 июля 2015 года в своём интервью Александр Пушной подтвердил, что съёмки 16 выпусков программы состоялись. 6 сентября 2015 года гендиректор СТС Эльмира Махмутова в эфире программы «Телехранитель» на радио «Эхо Москвы» заявила, что «МегаГалилео», предположительно, выйдет весной 2016 года, но эфир не состоялся. Предполагалось, что программа должна была выходить раз в неделю.
В конечном итоге премьера программы «МегаГалилео» состоялась на канале «СТС Love» 15 мая 2017 года в 15:00, показ проходил с понедельника по пятницу.